# Evaluación colaborativa
La evaluación colaborativa es una metodología utilizada en la evaluación psicológica, principalmente en la evaluación con pruebas psicológicas, desde un enfoque más humanista, respetuoso y de entendimiento hacia los clientes.
Se distingue de la evaluación psicológica tradicional en el rol activo que ejercen tanto el evaluador como el evaluado, y la manera interactiva de dar retroalimentación sobre los resultados y el proceso mismo.
La evaluación colaborativa suele traer grandes beneficios y propiciar un cambio positivo en los evaluados. Este tipo de evaluación implica: el tener clara la razón de la evaluación, observar las respuestas y conductas a lo largo del proceso de evaluación, descubrir en conjunto el significado de esas respuestas y conductas, brindar recomendaciones útiles y brindar un reporte de resultados al final de la evaluación.